# Лудольф, Юлиус
Юлиус Лудольф (нем. Julius Ludolf, 26 марта 1893, Гамбург, Германская империя — 28 мая 1947, Ландсбергская тюрьма) — оберштурмфюрер СС, комендант концлагеря Лойбль.

## Биография
Юлиус Лудольф родился 26 марта 1893 года в семье чиновника. Выучился на слесаря. Во время Первой мировой войны служил в 76-м пехотном полку «Гамбург», и ему было присвоено звание фельдфебеля. В конце 1919 года стал водителем капитана из британской оккупационной администрации в Кёльне. С ноября 1921 года и до конца 1939 года был шофёром директора фирмы Rheinisches Braunkohlen-Syndikat в Кёльне.
В 1932 году был зачислен в Общие СС (№ 114013). В 1933 году вступил в НСДАП (билет № 2093379). В январе 1940 года был призван в Войска СС и переведён в охрану концлагеря Маутхаузен. 30 января 1942 года был повышен до унтерштурмфюрера СС и возглавил учебную роту. В мае 1942 года стал командиром 2-й охранной роты. В январе 1943 года возглавил учебную роту добровольцев из фольксдойче. В апреле 1942 года был отправлен на перевал Лойбль, где руководил строительством концентрационного лагеря. Заключённые описывали его как «жестокого кровожадного немца, который ходил по лагерю с плёткой в руках». В августе 1943 года возглавил сублагерь Гроссраминг. В этом лагере Лудольф избивал заключённых, отдавал приказы капо расправляться над узниками и приказывал стоять часами во время переклички. В мае 1944 года стал комендантом сублагеря Мельк.
6 мая 1945 года в окрестностях Эбензе был опознан выжившими узниками и передан армии США. Лудольф был отправлен в Дахау. На главном процессе по делу о преступлениях в концлагере Маутхаузен ему были предъявлены обвинения американским военным трибуналом. Помимо условий содержания в сублагерях ему вменялось в вину избиение и собственноручные убийства польских и советских заключённых между октябрем 1943 и маем 1944 года, приказ об убийстве смертельными инъекциями 16 госпитализированных польских и словацких заключённых, а также казнь в июле 1944 года сбежавшего, но позже пойманного советского узника. Сам же Лудольф на процессе утверждал, что не убивал заключённых, а избиения проводились только в рамках соблюдения лагерной дисциплины. 13 мая 1946 года он был признан виновным и приговорён к смертной казни через повешение. Прошение о помиловании, поданное его женой, было отклонено. 28 мая 1947 года приговор был приведён в исполнение в Ландсбергской тюрьме.